# 케이틀린 버나드
케이틀린 버나드(영어: Kaitlyn Bernard, 2000년 11월 28일 ~ )는 캐나다 배우이다. 《1922》(2017), 《수상한 교수》(2018), 《터지기 전에》(2020) 등의 영화 출연으로 잘 알려져있다.

## 출연 작품

### 영화
- June in January (2014)
- Mom's Day Away (2014)
- No Men Beyond This Point (2015)
- The Healer (2016)
- Cadence (2016)
- 1922 (2017)
- 수상한 교수 (2018)
- 싸이코패스 룸메이트 (2018)
- Homekilling Queen (2019)
- 더 컬러 로즈 (2020, The Sinners)
- 터지기 전에 (2020)

### 텔레비전
- Let's Make It! So Good! (2013)